# Douglas Blackburn
Douglas Blackburn (6 août 1857, Southwark - 28 mars 1929, Tonbridge) était un journaliste et romancier anglais qui a travaillé dans le Transvaal et le Natal entre 1892 et 1908. Il était surnommé « le grand chroniqueur des derniers jours des Républiques boers ».

## Expériences sur latélépathie
En 1882-1883, Blackburn et George Albert Smith participèrent à une série d’expériences que les membres de la Society for Psychical Research prétendirent être de véritables preuves de télépathie. Blackburn avoua ensuite publiquement avoir commis une fraude en déclarant que les résultats avaient été obtenus au moyen d’un code,.
Blackburn a publié Confessions of a Telepathist : Thirty-Year Hoax Exposed dans le Daily News et le Journal de la Society for Psychical Research en 1911. Il a été réédité dans A Skeptics Handbook of Parapsychology en 1985.

## Œuvres
Romans
- Prinsloo of Prinsloosdorp: A Tale of Transvaal Officialdom, 1899
- A Burgher Quixote, 1903
- Richard Hartley, Prospector, 1904
- I Came and Saw, 1908
- Leaven, 1908
- Love Muti, Everett's, 1915

Essais
- Thought-Reading, or, Modern Mysteries Explained: Being Chapters on Thought-Reading, Occultism, Mesmerism, &c., Forming a Key to the Psychological Puzzles of the Day, 1884
- (with W. C. Caddell) The Detection of Forgery: A Practical Handbook For the Use of Bankers, Solicitors, Magistrates' Clerks, and All Handling Suspected Documents, 1909
- Confessions of a Telepathist, 1911
- (with W. C. Caddell) Secret Service in South Africa, 1911
- The Martyr Nurse: The Death and Achievement of Edith Cavell, 1915